# Compagnie minière de Carmaux

Localisation du gisement sur la carte des bassins houillers français.

La compagnie minière de Carmaux fut l'une des premières compagnies minières créées en France pour l'extraction du charbon, en 1752, sur le bassin minier de Carmaux et Blaye-les-Mines (Tarn), où elle obtenait, le 12 septembre 1752, par un édit royal la permission, non exclusive, d’exploiter les mines pendant vingt ans. Précédemment, le bassin houiller, connu depuis le XIIIe siècle, était très mal exploité par des charbonniers mal organisés au nom de propriétaires sans grande ambition minière.

## Découverte du charbon et la famille de Ciron
La première découverte du charbon, nous la devons à la mise au jour d'un affleurement d’une couche, d'une grande épaisseur et de grande qualité, par le débordement accidentel de la rivière appelée le Cérou qui passe à Carmaux.
D’après les textes, ce lieu se trouve dans la communauté de St Benoît en aval de Carmaux. Le procès-verbal de 1731 du subdélégué de l’intendant du Languedoc, Mazars d’Alayrac résidant à Albi, nous le précise : Nous devons la découverte du combustible au débordement de la rivière qui fit apparaître la première couche au « rocher du coteau de l'Ecuelle » (communauté de Saint-Benoît).
Un acte de cession datant de 1542, conserve dans les archives de la famille de Solages, nous donne une indication importante: la noblesse et le clergé comptaient parmi leurs possessions, des droits sur des mines. Noble Raymond d'Arpajon, seigneur de Labastide-Gabausse, possédait deux parts sur une mine située dans la communauté de Saint-Benoît, probablement la mine de la Bartète, la troisième part revenait au chanoine de la cathédrale d'Albi, Antoine Dalens.
Cet acte énonce les modalités de cession en gérance pour un marchand de « Caramoulx » (Carmaux) qui se nomme Jean de Ciron (marié vers 1550 avec Jeanne Landès).
Ce Jean de Ciron, de Carmaux, va transmettre ses possessions sur certaines exploitations, à son fils Durand de Ciron, puis son petit-fils Antoine de Ciron le Jeune, son arrière petit-fils Jean-Baptiste de Ciron (décédé en 1657), son arrière arrière petit-fils Jean-Baptiste de Ciron, 1615-1684, dit le marquis de Carmaux, conseiller puis président au parlement de Toulouse en 1674, son arrière arrière arrière petit-fils Jacques Philippe de Ciron (1650-1724), marquis et seigneur de Carmaux de Ciron, et enfin jusqu'à la fille de ce dernier, Catherine-Marie de Ciron, marquise de Carmaux.
Marie de Ciron se marie, le 29 septembre 1724, à Crebassac, Saint-Affrique (Aveyron), avec François-Paul de Solages (1674-1742), lieutenant au régiment Royal-carabiniers, seigneur de Robal, Saint-Étienne, de Vailhauzy et de Salvanhac, de Rebourguil, 1735, coseigneur de Carmaux vers 1735.
La tradition veut que la dot de la mariée s’élève à 250 000 livres de l’époque. Elle s'occupe de la gestion des puits de mine avec l’aide d’un gestionnaire, Noble Jean Charles de Cantuer, habitant au château de Carmaux, pendant que son mari fait la guerre dans les armées du roi. N'ayant pas d'enfants héritiers, elle adopte le fils aîné de son mari, né d'un précédent mariage, Antoine Paulin de Solages (1706-1778), page à la grande écurie du roi en 1722.

## Le charbon, le verre et la famille de Solages
Le département du Tarn jouissait, depuis le XVe siècle d'une longue tradition verrière, à travers ses verreries de la Forêt domaniale de la Grésigne et de la Montagne Noire. La première était utilisée au maximum par les verriers, lors de la visite de Louis de Froidour de Sérizy, à qui Colbert confie la rédaction de l'Ordonnance sur le fait des Eaux et Forêts du 13 août 1669, aboutissant à limiter l'utilisation du bois pour les verreries.

Le troisième des fils de François Paul de Solages, Gabriel de Solages, dit le chevalier de Solages (capitaine des carabiniers de Provence, page du roi Louis XV), reprit peu à peu la gestion des puits de mines à son frère aîné Antoine-Paulin. Pour consommer sur place la plus grande partie de sa production de charbon, il fait construire une verrerie à bouteilles pour laquelle il sollicite une concession, accordée par arrêté du 2 mai 1752, et fit appel à des verriers de la Grésigne et du Champenois, hautement qualifiés. La verrerie qui sera vendue, après 1856, à un certain Baron, puis à Eugène Rességuier, verra ses effectifs atteindre 800 ouvriers en 1882, constituant une corporation ouvrière privilégiée, bénéficiant de salaires élevés par rapport à ceux des ouvriers mineurs.

## La création de la compagnie de Carmaux
Le charbon était exploité de longue date à Carmaux. Un règlement paru en 1744 avait déjà mis un peu d'ordre dans les exploitations minières, soumises à une autorisation préalable fixant diverses mesures de sécurité. C'est en vertu de ce règlement que le 12 septembre 1752, quatre mois après le feu vert à la verrerie, Louis XV accorda au chevalier de Solages, pour vingt ans, le monopole de l'exploitation du gisement de Carmaux, prolongé à différentes reprises.
Gabriel de Solages créa la compagnie de Carmaux, où il était majoritaire, avec pour associés le scientifique et militaire Patrick d'Arcy et son oncle Nicolas Robert d'Arcy. Il fit travailler des ouvriers des mines de Flandres guidés par des chefs d'ateliers, ainsi que par des charpentiers, des boiseurs et un directeur, Théodore Fastré, venus dans le bassin vers 1750. La société avait une centaine de salariés dont la moitié travaillait au fond. L'usage du charbon de terre s'était substitué à celui du bois pour la cuisson des briques, tuiles et chaux, créant ainsi de nouveaux débouchés, tout en diminuant considérablement le prix de revient de ces produits.
En 1782, le charbon est parfois extrait à 120 mètres de profondeur et d'une qualité supérieure aux meilleurs charbons d'Angleterre, tandis qu'un embryon d'entreprise sidérurgique est créée au Saut du Tarn, en 1787, par le vicomte François-Gabriel de Solages, découvrant une mine de fer près d’Alban, à environ 20 km de Saint-Juéry. Un fourneau catalan fournissait alors une production de 150 kg de fer en 5 ou 6 heures, mais la première réelle tentative d’implantation industrielle débuta en 1793, quand l’ingénieur Dodun établit un rapport signalant les possibilités du site.

## De la révolution française à la troisième république
En 1789, 200 ouvriers extrayaient 6 500 tonnes de combustibles à Carmaux. Pendant la Révolution, les Solages, d'idées libérales, réussissent à maintenir leur activité minière jusqu'en 1853, année où ils vendent la compagnie. Le dernier directeur de la compagnie au temps où la famille de Solages en était propriétaire fut Adolphe Boisse.
En 1873 la Société des Mines de Carmaux (SMC) devient propriétaire des houillères, les besoins d'extraction devenant importants. Les effectifs de mineurs augmentaient rapidement: de 2 000 mineurs en 1880, ils passent à presque 3 500 en 1900. Les marquis de Solages continuèrent à faire partie des administrateurs[réf. incomplète].
Jusqu'au rachat en 1873 par la Société des Mines de Carmaux (SMC), trois sociétés de secours se succédèrent : la caisse de secours de la compagnie de Solages, créée en juillet 1838 et dirigée par le marquis de Solages; la société de secours mutuels de Sainte-Barbe créée en 1858; et la société de secours mutuels de Sainte-Barbe créée en 1870.

## L’exploitation charbonnière

### Les prémices de l’exploitation
Au cours du XIIIe siècle, les paysans logeant à proximité du Cérou découvrirent la présence de charbon dans le sol de leurs propriétés. Conscients des atouts de ce combustible sur le bois, ils décidèrent de partager leur activité entre le travail de la terre et l’extraction du charbon. Ils transportaient alors ce dernier sur Albi pour le vendre, moyennant des taxes de péage sur l’actuel Pont-Vieux d'Albi. Un charbonnier pouvait extraire jusqu’à 600 kilos de charbon par jour, dans des tranchées atteignant généralement une vingtaine de mètres de profondeur. Si cette exploitation reste confidentielle et individuelle, elle n’en demeure pas moins décisive pour l’avenir de Carmaux.

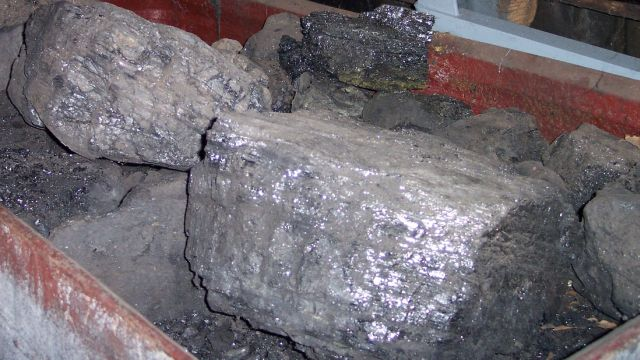
Charbon après extraction.

En 1692, Jacques-Philippe de Ciron acquiert le titre de marquis de Carmaux. Il décida de développer l’extraction du charbon, au profit de la seigneurie carmausine. Pour ce faire, il s’assura du monopole des gisements, ordonnant aux paysans propriétaires de lui vendre leur charbon, pour le revendre ensuite à un prix bien plus élevé. Mais les protestations des propriétaires amenèrent l’intendant du Languedoc et le roi Louis XIV à intervenir auprès du marquis de Ciron pour qu’il cesse ce genre de pratiques frauduleuses. À la suite d'un arrêt du Conseil du Roi en 1702, Jacques-Philippe de Ciron dut indemniser les propriétaires lésés.

### L’arrivée de la famille de Solages
La famille de Solages, de noblesse chevaleresque, est l'une des plus anciennes familles du Rouergue. Elle est citée dans cette province dès le XIe siècle. Au XIVe siècle, elle se fond dans la famille d'Arjac. Deux branches naîtront de cette union : une branche qui gardera le patronyme d'Arjac et une autre qui relèvera le patronyme Solages et qui s'implantera au XVIIIe siècle en Albigeois.
Cette famille compte parmi ses membres de nombreux officiers au service des rois de France.
En 1724, François-Paul de Solages épousa Marie de Ciron, fille de Jacques-Philippe de Ciron, et hérita ainsi du titre de marquis de Carmaux. Ce fut le début du règne des Solages dans le pays Carmausin.
En 1742, Antoine-Paulin de Solages, fils de François-Paul, hérita à son tour du titre de marquis de Carmaux. Il obtint la concession des mines de Carmaux en 1748, ainsi que le droit d’exploiter le sous-sol de ses terres. Ne parvenant pas à gérer l’affaire, il demanda l’aide de son frère Gabriel-Charles de Solages (dit Gabriel de Solages ou Chevalier de Solages), plus expérimenté, et connu des autorités de la Cour. Ce dernier créa la Compagnie de Carmaux et décida, en 1752, de faire venir des mineurs expérimentés de Valenciennes et Charleroi, nommés les Flamands, pour apprendre le travail d’exploitation minière aux mineurs de Carmaux. Des traitements de faveur étaient accordés au mineur venant du Nord, en raison de leur expérience antérieure. Ces inégalités donnèrent lieu à des conflits entre les Flamands et les mineurs d’origine carmausine. Néanmoins, le mode d’exploitation commença sa révolution, et la production annuelle atteignit des taux record. À noter que le chevalier de Solages créa également, avec son père François-Paul une verrerie en 1752 (une industrie promise à un bel avenir dans le Carmausin), alimentée par le charbon de Carmaux. Il contribua par ailleurs au projet de son Directeur des Mines (1754-1787), Théodore Fastré, la production industrielle de chaux issue de la combustion de charbonille (mélange de charbon et de schiste) et de calcaire dont l'utilisation en agriculture via la pratique du chaulage, fut à l'origine d'une véritable révolution agricole dans le Languedoc aux XVIIIe et XIXe siècles.
Dans la seconde moitié du XVIIIe siècle, Gabriel-Charles de Solages contribua très clairement à la modernisation des techniques d’exaction du charbon dans le carmausin. S’inspirant là encore de techniques utilisées dans le nord de la France, il mit en place des machines à poulies, telles que la machine à molette (actionnée par des chevaux) servant à remonter le charbon des puits, ou la roue à tympan (actionnée par des hommes) servant à descendre les mineurs dans les galeries, ces innovations sont dues à Théodore Fastré venu de Namur en 1754 ingénieur et Directeur des Travaux Souterrains ; on lui doit également la construction des fours à chaux et la géneralisation de son utilisation comme amendement sur les terres jusque-là ingrates du Ségala. Malgré d’importantes rivalités avec son frère Antoine-Paulin, le chevalier de Solages sut gagner la confiance des rois Louis XV et Louis XVI, qui lui accordèrent de nouvelles concessions pour l’extraction du charbon de Carmaux, pour une période de près d'un siècle.

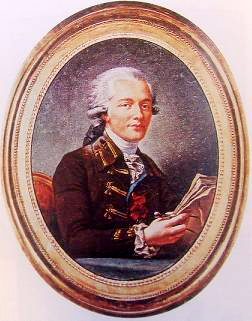
Le chevalier de Solages.

En décembre 1793, à la suite de la Révolution française, et sous le régime de la terreur, les mines furent nationalisées. Les Solages furent suspectés de soutenir le mouvement royaliste. Le chevalier Gabriel-Charles, sa femme et son fils François-Gabriel, furent arrêtés, et les mines furent mises sous séquestre. Elles appartinrent alors à la nation. Ces années de Révolution furent le théâtre de rébellions, de la part de certains propriétaires et de travailleurs des mines, les premiers exigeant le droit d’exploiter les mines de leurs terrains, les seconds réclamant des augmentations de salaire. En juillet 1794, à la suite de la décapitation de Robespierre, les jacobins perdirent leur pouvoir et l’instauration d’une république bourgeoise permit aux de Solages d’être libérés. Malgré de nombreuses protestations de la part des propriétaires, ils parvinrent à diriger de nouveau les mines de Carmaux. Le chevalier Gabriel-Charles de Solages mourut le 28 juillet 1799, à la veille du coup d’État de Bonaparte, laissant à son fils la direction des mines de Carmaux.

### L’essor industriel et le machinisme
Durant les années du Premier Empire, la France, en guerre avec le reste de l’Europe, dut se suffire à elle-même. Les puits alors existants ne suffisaient plus à alimenter les industries locales. Une nouvelle zone d’extraction vit le jour à proximité du Cérou. L’absence de transport ferroviaire empêchait l’extraction du charbon de Carmaux au niveau national, les prix du transport de celui-ci étant beaucoup trop élevés pour rivaliser avec les gisements du Nord de la France. Les conditions de travail des mineurs de Carmaux étaient particulièrement pénibles et dangereuses, leur rémunération très faible par rapport aux mineurs du Nord de la France, les enfants étaient sollicités pour tracter les bennes souterraines dans lesquelles le charbon circulait.
L’exploitation s’appelait alors Entreprise des Mines et de la Verrerie de Carmaux de Solages père et fils. Parmi les innovations, on peut noter également, à partir de 1834, la construction de rails pour y faire glisser des wagonnets, facilitant la tâche de transport souterrain du charbon, un travail qui, la plupart du temps, sollicitait des enfants. Mais l’innovation la plus spectaculaire et décisive dans l’avenir des mines de Carmaux fut indéniablement la construction de la voie de chemin de fer entre Carmaux et Albi Madeleine (essentiellement financée par des actionnaires), en 1856 et 1857. Pour financer cette voie ferrée, l’entreprise familiale des mines de Carmaux dut se dissoudre, créant une nouvelle société, la Compagnie des houillères et Chemins de fer de Carmaux-Toulouse. Un premier train circula entre Carmaux et Albi Madeleine le 9 novembre 1857. En 1865, un pont sur le Tarn fut construit à Albi pour rejoindre la ligne à Toulouse. L’endettement de la Compagnie des mines et Chemins de fer de Carmaux, en raison de la gestion parallèle des mines et de la voie ferrée, obligea la société à vendre la ligne Carmaux – Albi à la Compagnie des Chemins de fer du Midi, devenant ainsi la Société des mines de Carmaux. Néanmoins, les mines de Carmaux accusèrent toujours, durant toute cette première moitié du XIXe siècle, un retard considérable en matière d’avancées techniques et de conditions de travail sur les mines du Nord de la France.

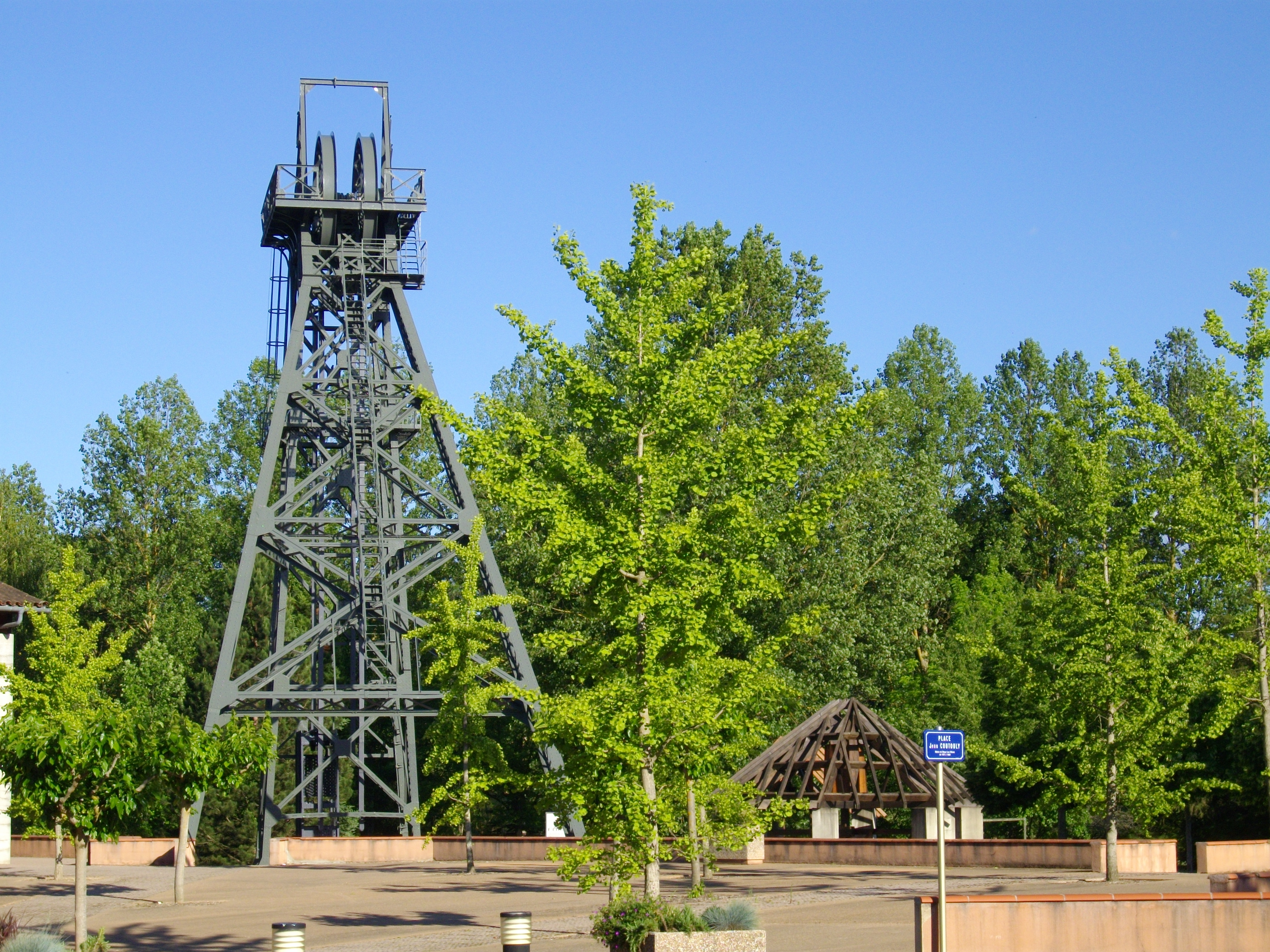
Puits de mine de Carmaux.

En ce milieu du XIXe siècle, les mineurs de Carmaux étaient encore avant tout des paysans, qui partageaient leur temps entre le travail à la mine pour leurs revenus et le travail de la terre pour nourrir leur famille. La plupart d’entre eux habitaient dans les environs de Carmaux et devaient effectuer le trajet jusqu’aux puits à pieds. La Société des mines de Carmaux mit en place un système de coopérative d’alimentation pour pallier la famine, et entreprit la  construction de logements pour les mineurs avec jardinets à proximité du Cérou afin d’éviter aux travailleurs la corvée des trajets quotidiens. Mais les salaires, toujours aussi bas, et l’augmentation du temps de travail journalier (10 heures au lieu de 8), incitèrent les mineurs à protester à plusieurs reprises, entre 1857 et 1869. Ainsi, certains corps de métiers de la mine se mobilisèrent tour à tour et refusèrent de descendre dans les puits. Ces protestations se soldèrent par des répliques drastiques de la part de la direction : licenciements immédiats, arrestations, peines d’emprisonnement, etc. Ce n’est que durant l’été 1869 que les manifestations prirent une tournure beaucoup plus radicale. Réclamant le maintien de la journée à huit heures, le renvoi du directeur de la compagnie Germain Chassignet, la gratuité du chauffage, et une augmentation des salaires, ils saccagèrent durant plusieurs nuits l’entrée des puits, les portes du château du marquis de Solages, puis la maison du directeur en personne. Après plusieurs jours de lutte, leurs revendications furent acceptées par la compagnie. La libération des mineurs emprisonnés lors de ce mouvement de lutte, quelques jours plus tard, apaisa les tensions entre la direction et les travailleurs, provisoirement du moins.
À partir de 1874, deux fosses furent creusées pour l’exploitation d’un puits : une pour l’extraction du charbon et la descente des mineurs, l’autre pour l’aérage et l’évacuation de l’eau. En 1883, le nombre de mineurs atteignit 2060, le double qu’en 1869. Cette augmentation s’explique en partie par la décision de la Société des Mines de Carmaux, en 1879, de n’embaucher que des personnes habitant dans un rayon de 5 kilomètres autour de Carmaux. Carmaux devint de loin la ville la plus importante de l’agglomération, et fut nommée chef-lieu du canton, comprenant Carmaux, Saint-Benoît, Blaye, Rosières, Labastide-Gabausse et Taïx.

### Les grandes grèves de Carmaux et l’èreJean Jaurès
En février 1883, la direction demanda aux mineurs de travailler deux heures de plus par jour. Cette décision amena ces derniers à se mobiliser massivement, réclamant le maintien de la journée de huit heures, une augmentation de salaire, une meilleure gestion de la Caisse de secours, l’arrêt des licenciements arbitraires. Cette grève fut menée à l’initiative du Cercle des Travailleurs (un comité de lutte comprenant des mineurs, des verriers et des artisans). Après plusieurs jours de manifestations, les mineurs reprirent le travail, malgré une faible augmentation de salaire. En avril 1883, le premier syndicat des ouvriers mineurs de Carmaux fut créé, comptant dans ses membres Jean-Baptiste Calvignac, élu par la suite maire socialiste de la ville, le 15 mai 1892.
Ce dernier, alors ajusteur aux ateliers des mines, fut licencié le 2 août 1892 par la Société des Mines de Carmaux, prétextant que ses fonctions politiques portaient atteinte à son activité professionnelle. Malgré la demande des mineurs de réintégrer leur maire à la mine, la direction resta imperturbable. Ces derniers se mirent alors en grève et envahirent le parc de la maison de la direction, réclamant la démission immédiate de Humblot, alors directeur des mines. Plusieurs d’entre eux furent arrêtés et condamnés à des peines d’emprisonnement, ce qui accentua encore davantage le mouvement de grève. Ce n’est que fin octobre 1892 que le député de Carmaux, Jérôme de Solages, et Humblot le directeur des mines démissionnèrent de leurs fonctions, et que les luttes cessèrent. Les ouvriers condamnés furent alors libérés. Jean Jaurès apporta son soutien aux mineurs lors de cette grande grève des mineurs de Carmaux.
Jean Jaurès, converti au socialisme depuis la grande grève de mineurs de Carmaux, porta sa candidature au poste vacant de député de Carmaux. Il fut d’abord élu député en janvier 1893, puis conseiller général en août. Une page s’est alors tournée dans l’histoire du Carmausin avec ces élections. Depuis, la ville est restée un véritable emblème du socialisme. L’incendie, vraisemblablement criminel, qui ravagea le château de la famille Solages, le 1er avril 1895 est probablement le symbole d’un refus de la politique capitaliste des Solages de la part des mineurs carmausins. Un autre château, plus modeste, fut alors construit (devenu aujourd’hui le Château de la verrerie). Parallèlement, l’exploitation du charbon se développa, avec le fonçage de nouveaux puits vers le Sud de Carmaux.

### Le tournant du siècle
Néanmoins, le marquis de Solages retrouva son poste de député de Carmaux en 1898, en battant Jaurès à la suite d’une campagne électorale houleuse. La ligue antisocialiste prit de l’ampleur, et Jean-Baptiste Calvignac dut renoncer à son poste de maire à plusieurs reprises entre 1892 et 1900, à la suite des pressions de l’opposition et du marquis de Solages. Il fut également licencié par la Société des mines puis réhabilité. En 1900, la Société des mines de Carmaux comptait 2500 mineurs.
En raison des bénéfices considérables réalisés par la Société des mines, les mineurs demandèrent à nouveau, en janvier 1900, une augmentation de salaire de 10 %, ainsi qu’un système d’avancement à l’ancienneté, et l’abolition du favoritisme patronal lors de l’embauche. La direction décida stratégiquement de leur donner une augmentation de 7 % afin de les diviser : ceux (appuyés par le comité contre la grève) exigeant de reprendre le travail afin de nourrir leur famille, et ceux (appuyés par le Syndicat des mineurs) voulant continuer la grève afin d’obtenir l’augmentation escomptée. Les affrontements entre les deux camps furent parfois violents. Le mouvement s’est estompé en avril 1900, et la reprise du travail fut votée.
Jean Jaurès fut à nouveau élu député de Carmaux en avril 1902. Et en octobre, de nouvelles grèves éclatèrent, concernant cette fois-ci l’ensemble des bassins miniers de France. De nouveau, les mineurs furent divisés. Malgré les interventions de Jean Jaurès au Parlement, ainsi qu’auprès de la Société des mines, cette dernière refusa toute augmentation des salaires et des retraites aux ouvriers. Le travail ne reprit qu’en décembre 1902. À la suite de ces revendications, les mineurs, divisés plus que jamais, n’obtinrent de la part de la Société des mines qu’une prime annuelle. En plus du Syndicat des mineurs, un deuxième syndicat apolitique beaucoup plus modéré, le Syndicat Professionnel, fut créé en 1903. Bien que défenseur des droits des mineurs, il acceptait le capitalisme, et prônait l’entente entre le capital et le travail ainsi que des rapports plus cordiaux entre les ouvriers et la direction.
En 1914, à la suite de grèves de courte durée, les mineurs obtinrent une caisse de retraite autonome. Le travail de fond n’avait alors pas beaucoup évolué, si ce n’est la mise en service, dans certains puits, de trolleys électriques remplaçant les enfants et les animaux pour transporter le charbon dans les galeries souterraines.

### LesGuerres Mondialeset l’Entre-deux-guerres

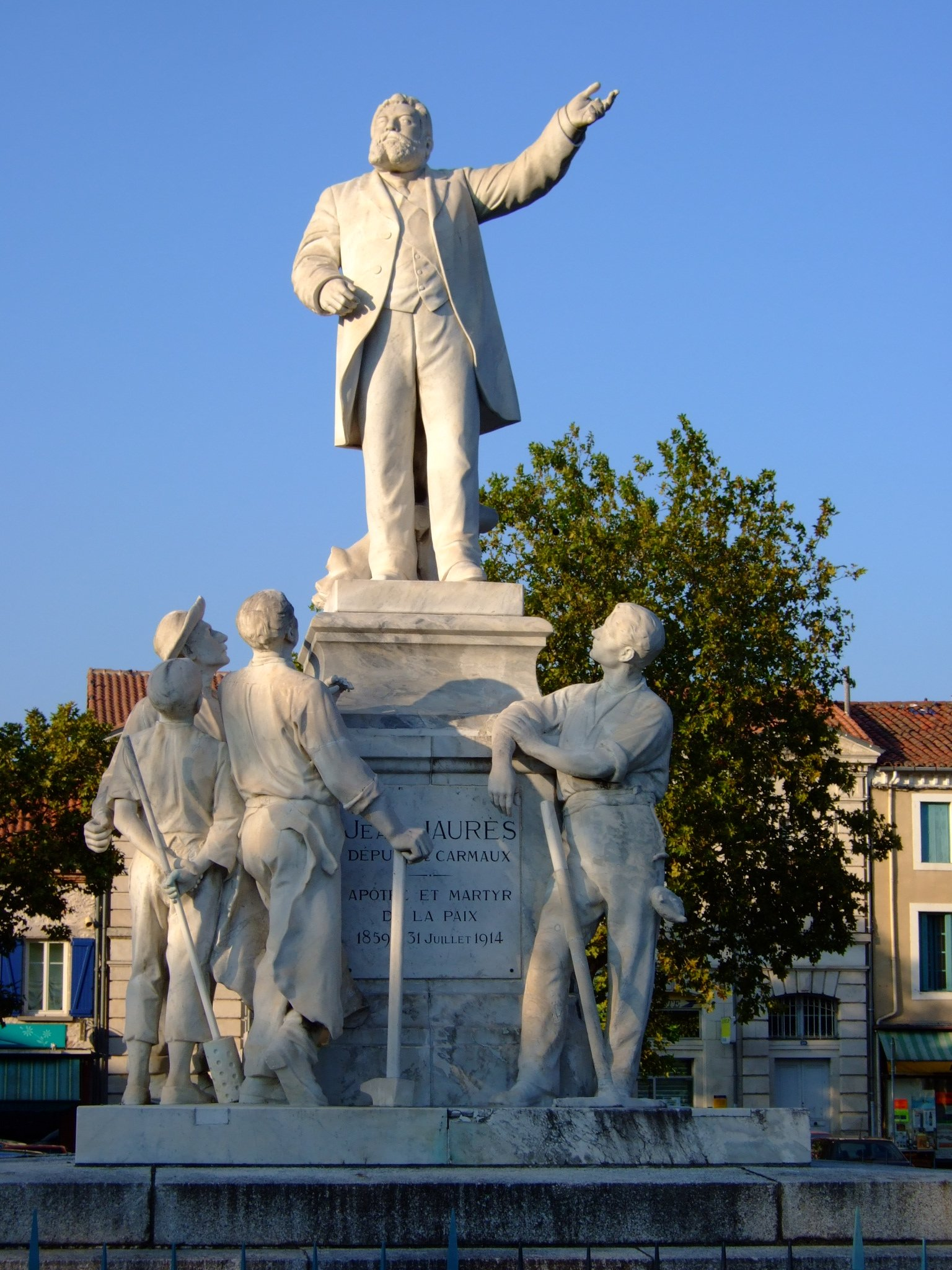
Statue du tribun socialiste castrais Jean Jaurès.

Le 31 juillet 1914, les mineurs apprirent avec douleur l’assassinat de Jean Jaurès par Raoul Villain. Une commémoration eut lieu plus tard, le 3 juin 1923, date à laquelle sa statue fut inaugurée sur l’actuelle place Jean Jaurès, en présence des plus grandes personnalités socialistes françaises du moment. La Grande Guerre commença, et après la bataille de la Marne, les zones industrielles importantes du Nord et de l’Est de la France furent occupées par les Allemands. Beaucoup de mineurs du Nord-Pas-de-Calais et de Lorraine vinrent travailler à Carmaux afin de permettre à la France d’atteindre les taux de production nécessaires à la guerre et à la vie quotidienne des citoyens du pays. Ainsi, l’extraction du charbon atteignit des taux record : 850 000 tonnes en 1918 contre 583 000 en 1914.
À la fin de la guerre, les réfugiés du Nord repartirent chez eux et la production carmausine chuta de nouveau. En outre, près de trois cents mineurs carmausins trouvèrent la mort sur le front. Jérôme de Solages décida alors de faire venir à Carmaux des mineurs de Pologne, d’Italie et d’Espagne, réputés pour leurs performances. Afin de les inciter à venir travailler à la Société des Mines de Carmaux, il entreprit des mesures considérables pour améliorer le cadre de vie des Carmausins et plus particulièrement des mineurs. C’est ainsi que vers 1923, virent le jour de nouveaux parcs, notamment le Pré-Grand (situé à proximité du Domaine de la verrerie, et aujourd’hui détruit), un jardin public particulièrement luxueux dont les terres furent offertes par le marquis de Solages. Il était constitué de statues de bronzes représentant différents corps de métier, un monument aux morts dédié aux victimes de la Grande Guerre, un kiosque et des bassins. Il y eut également le parc du Candou, réservé à la Société de secours, comprenant différentes infrastructures sportives (tennis, piscine, gymnase en plein air). De Solages fit construire également dans les années 1920 des villages destinés aux mineurs, tels que les Bruyères (sur la commune de Blaye-les-Mines), et surtout Fontgrande (Saint-Benoît-de-Carmaux), réputé pour son luxe et le confort de ses maisons. Tout le personnel des mines bénéficiait des caisses de secours, de primes de tout ordre, d’allocations familiales, de ristournes sur l’achat de nourriture dans les coopératives, du chauffage gratuit, et de quatre tonnes de charbon par an. Leurs enfants avaient droit à des cadeaux de Noël lors de la Sainte Barbe, ainsi qu’à des bourses leur permettant de poursuivre leurs études.

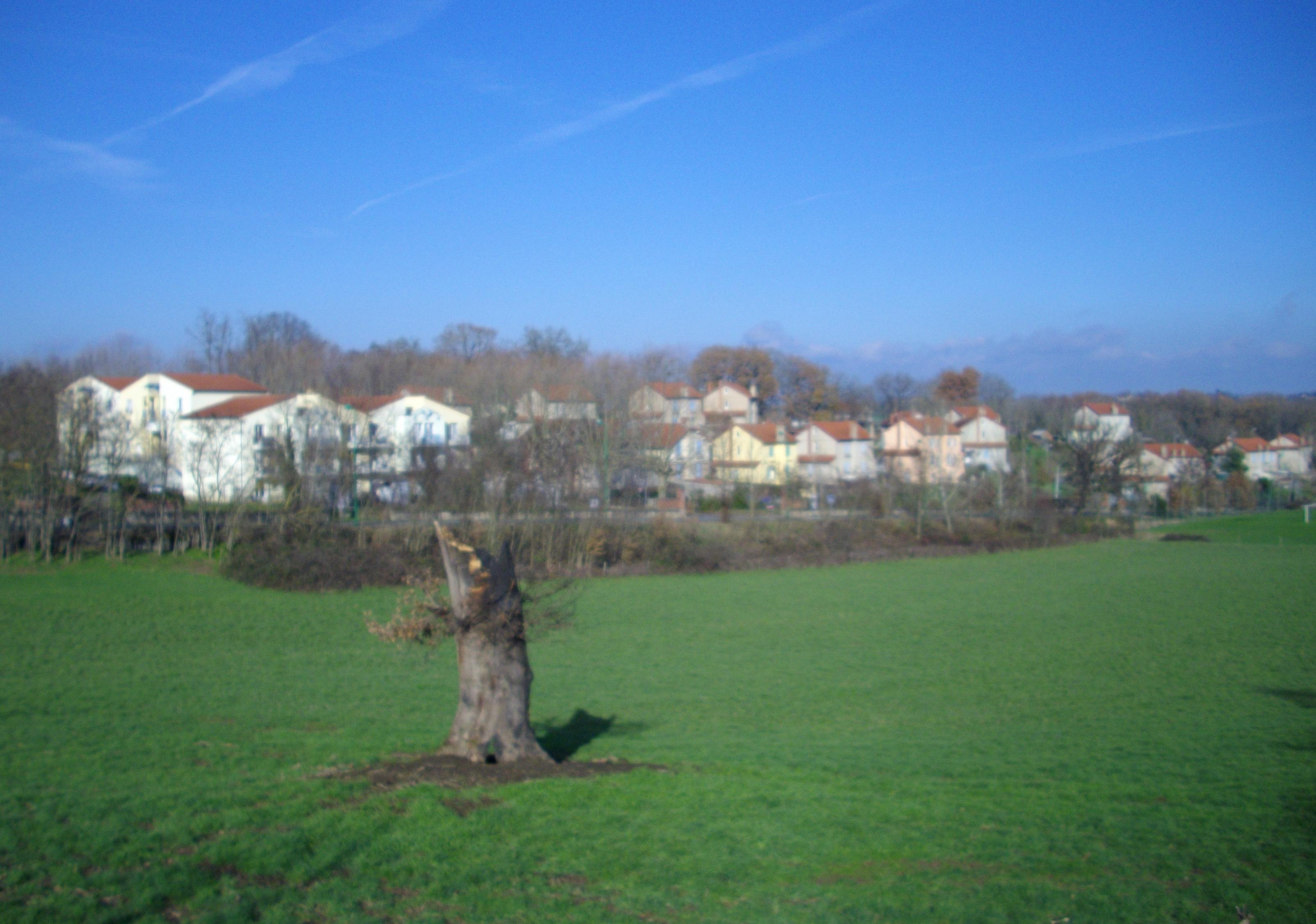
Cité de Fontgrande.

En 1930, aux mines de Carmaux, les mineurs d’origine étrangère (en particulier polonaise, italienne et espagnole) représentaient la moitié des effectifs du fond. Le travail du mineur de fond carmausin a considérablement évolué en ce début de XXe siècle par la mécanisation. Ainsi, ont fait leur apparition les haveuses, les boutefeux à explosif, les marteaux perforateurs, les armatures en métal pour soutenir les galeries, mais aussi, à l’extérieur, des usines de tri du charbon, des voies ferrées pour transporter celui-ci en gare de Carmaux, la liaison téléphonique, etc. En 1936, l’élection du Front populaire permit aux mineurs d’obtenir de nouveaux avantages : augmentation des salaires, réduction du temps de travail, congés payés.
Au début de la Seconde Guerre mondiale, des mineurs du Nord-Pas-de-Calais et de Lorraine furent à nouveau mobilisés aux mines de Carmaux, afin d’augmenter la production de charbon français en Zone libre. Les mineurs furent obligés à travailler une heure de plus par jour et durent renoncer à leurs congés payés en 1940. Malgré tout, la main-d’œuvre se fit de plus en plus rare durant ces années de guerre, en raison de l’engagement dans la Résistance de certains, et des restrictions alimentaires causant l’épuisement des mineurs et obligeant ces derniers à parcourir la région pour trouver de quoi se nourrir. En outre, cet absentéisme aux puits redoubla, par volonté de résistance, lorsque les Allemands s’emparèrent du charbon de Carmaux en 1942, et ce malgré les menaces exercées par la direction des mines, les arrestations et les déportations. Carmaux fut la première ville du Sud-Ouest libérée par ses propres moyens le 16 août 1944. À ce titre, la ville recevra la Croix de Guerre, remise par le président Vincent Auriol le 8 juin 1952.

### La nationalisation des houillères

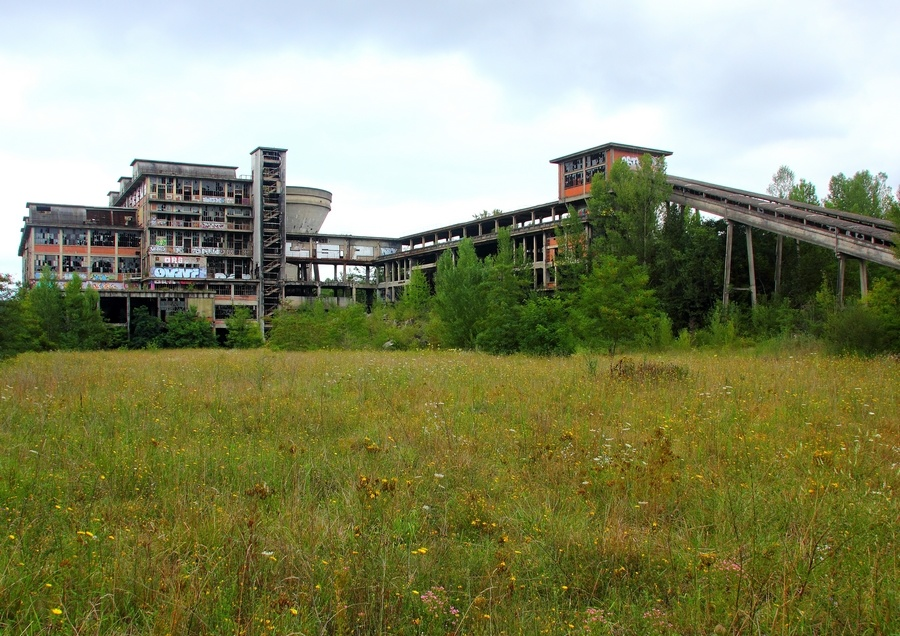
Friches industrielles du lavoir de la Tronquié à Blaye-les-Mines.

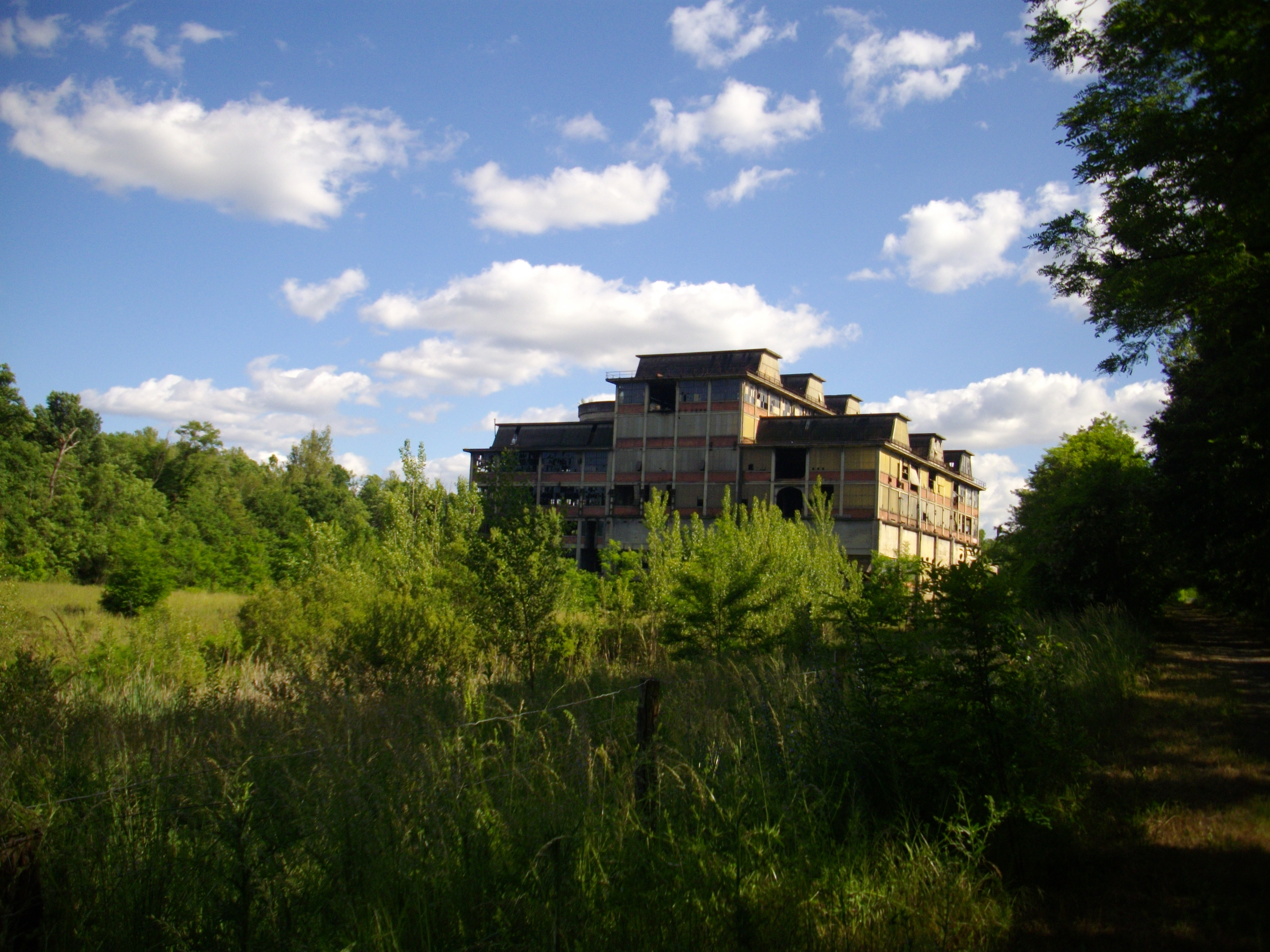
Autre vue.

Alors que le sud de la France vient tout juste d'être libérée et que le front est situé au nord de Dijon, à la fin de la Seconde Guerre mondiale, les 25 et  30 septembre 1944, dans la fièvre de la Libération par les maquis régionaux, les commissaires de la République de Montpellier et de Toulouse réquisitionnent les deux compagnies houillères du Tarn (la société des mines de Carmaux et la société des Mines d'Albi) et les deux compagnies de l'Aveyron (la société de Commentry, Fourchambault et Decazeville (CFD) et la Compagnie des forges de Châtillon-Commentry et Neuves-Maisons (CCMN) exploitant les mines d'Aubin).
Cette réquisition dure 26 mois dans une quasi-autonomie et sous le seul contrôle de Loisy, l'ingénieur des mines de Toulouse. Ces retards sont imputables au gouvernement tripartite d'alors, et spécialement aux luttes qui divisaient les ministres pour la désignation des administrateurs représentants du personnel des houillères.
Le 17 mai 1946, fut votée, en fin de la première législature d'après guerre, la loi portant nationalisation des houillères.
Les « Houillères du bassin d'Aquitaine » (HBA) ont été créées par décret du 28 juin 1946, mais le conseil d'administration, désigné par décret du 6 novembre 1946, ne s'est réuni pour la première fois que le 28 novembre 1946. Il n'a décidé de l'organisation du bassin que le 28 décembre 1946. C'est donc en pratique à la date du 1er janvier 1947 qu'a commencé la gestion prévue par la loi de nationalisation.
Les HBA se sont ensuite accrues :
- le 31 décembre 1946, par la nationalisation des installations industrielles (cokerie, centrale électrique) de la compagnie générale industrielle (CGI), filiale de la société des mines de Carmaux déjà nationalisée (décret no 46 2950). Ces installations sont situées à Carmaux et en partie à Saint-Benoît-de-Carmaux ;
- le 1er octobre 1947, par le transfert aux HBA de la gérance de l'usine de synthèse d'ammoniac de Saint-Benoît-de-Carmaux, jusqu'à ce moment gérée par la société mosellane et financière, pour le compte d'une association en participation qui comprenait notamment la société des mines de Carmaux aux droits de qui, les HBA avaient été subrogés par la nationalisation.

Octobre 1948 fut le théâtre d’importantes grèves de mineurs, en raison des restrictions gouvernementales au sujet du statut du mineur (réduction des salaires, des allocations, et des indemnisations d’accidents du travail et maladies professionnelles), auxquelles s’ajoutaient le rationnement alimentaire de l’après-guerre. Ces grèves de près de deux mois donnèrent lieu à de violents affrontements entre les CRS et les mineurs. La division de ces derniers provoqua l’essoufflement du mouvement. Par ailleurs, d’importantes innovations techniques virent le jour dans ces années là, afin d’augmenter la production de charbon dans le pays, meurtri par la guerre. Ainsi, à Carmaux, une nouvelle centrale thermique (centrale électrique de la mine) fut inaugurée en 1954 pour subvenir aux besoins croissants d’électricité, ainsi que de nouvelles usines de transformation du charbon. De nouvelles voies ferrées et galeries souterraines (pour relier tous les puits au lavoir à charbon de la Tronquié) furent tracées. Ces innovations techniques et l’arrivée de l’électricité au fond requirent la mise en place d’un CAP mineur en 1947, afin de former les futurs travailleurs au métier.

### La récession, la fin des puits et le déclin
À la fin des années 1950, la découverte des puits de pétrole au Sahara, l’apogée de l’hydroélectricité et la construction des premières centrales nucléaires commencèrent à concurrencer sérieusement le charbon. Le gouvernement décida de réduire considérablement la production de charbon en France, réduisant les effectifs et obligeant les mineurs à prendre leur retraite après trente ans de service. En décembre 1961, d’importantes grèves eurent lieu, motivées par le projet de fermeture des puits de Decazeville (qui se concrétisa en avril 1966). D’autres furent organisées en mars-avril 1963 pour protester contre la politique charbonnière du gouvernement. Les mineurs obtinrent des hausses de salaires et une quatrième semaine de congés payés. Cependant, la politique charbonnière n’évolua pas, et en 1969, le puits de la Grillatié fut définitivement fermé.
Le 24 novembre 1965, au puits de la Tronquié, un coup de poussier provoqué par un coup de grisou coûta la vie à douze mineurs. Il s’agit du plus grave accident survenu dans les mines de Carmaux, généralement non grisouteuses. À la suite des grèves de mai 1968, les mineurs obtinrent des augmentations de salaire et de congés payés.
En 1973, le puits de Sainte-Marie ferma à son tour. Cette même année, le Premier choc pétrolier fit germer l’idée d’une exploitation à ciel ouvert sur le site de Sainte Marie pour relancer l’industrie du charbon et compenser les pertes pétrolières. Cependant, le Bassin carmausin était déjà bien meurtri par le déclin de l’industrie charbonnière en France et la population de Carmaux commençait déjà à diminuer. Le 24 novembre 1977, les Carmausins, très inquiets pour l’avenir de la ville, lancèrent une opération « Carmaux ville morte » pour protester contre la politique du gouvernement en place et réclamer de nouvelles embauches. Cette opération fut suivie de grèves en mai 1978. Malgré tout, le puits de Cagnac ferma en 1979. Dès lors, seul le puits de la Tronquié fonctionnait encore.

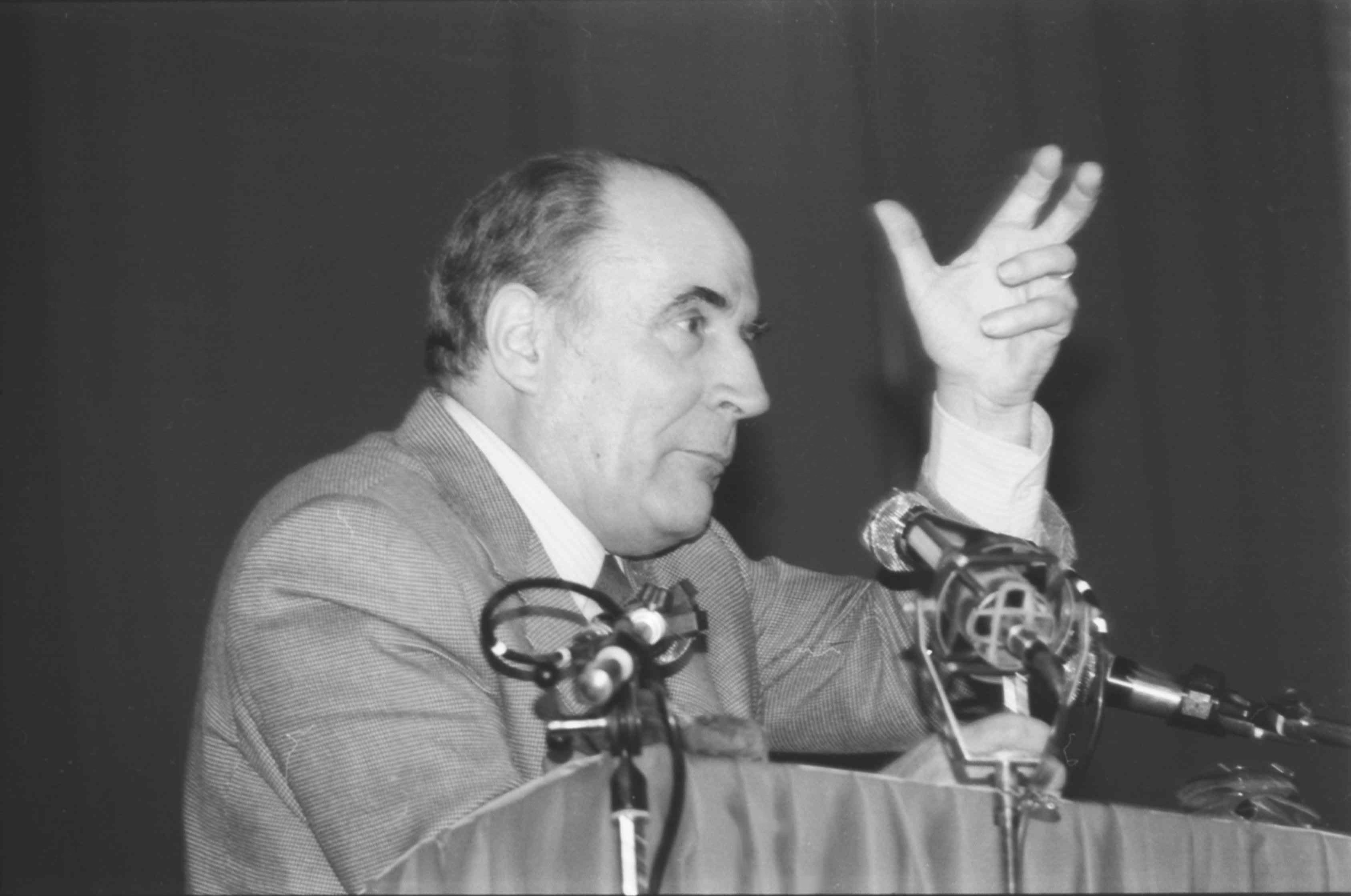
Meeting de Mitterrand (1981).

En novembre 1980, Carmaux reçut la visite de François Mitterrand, qui promit la relance de l’industrie charbonnière française. Mais son élection le 10 mai 1981 n’apporta pas les espoirs escomptés. À la suite du projet de fermeture du puits de la Tronquié et du report des travaux de la grande découverte, d’importantes grèves éclatèrent en février 1983. Elles se solderont par l’embauche de nouveaux mineurs pour le fond et la promesse de commencer les travaux de la grande découverte en 1985.

### La grande découverte

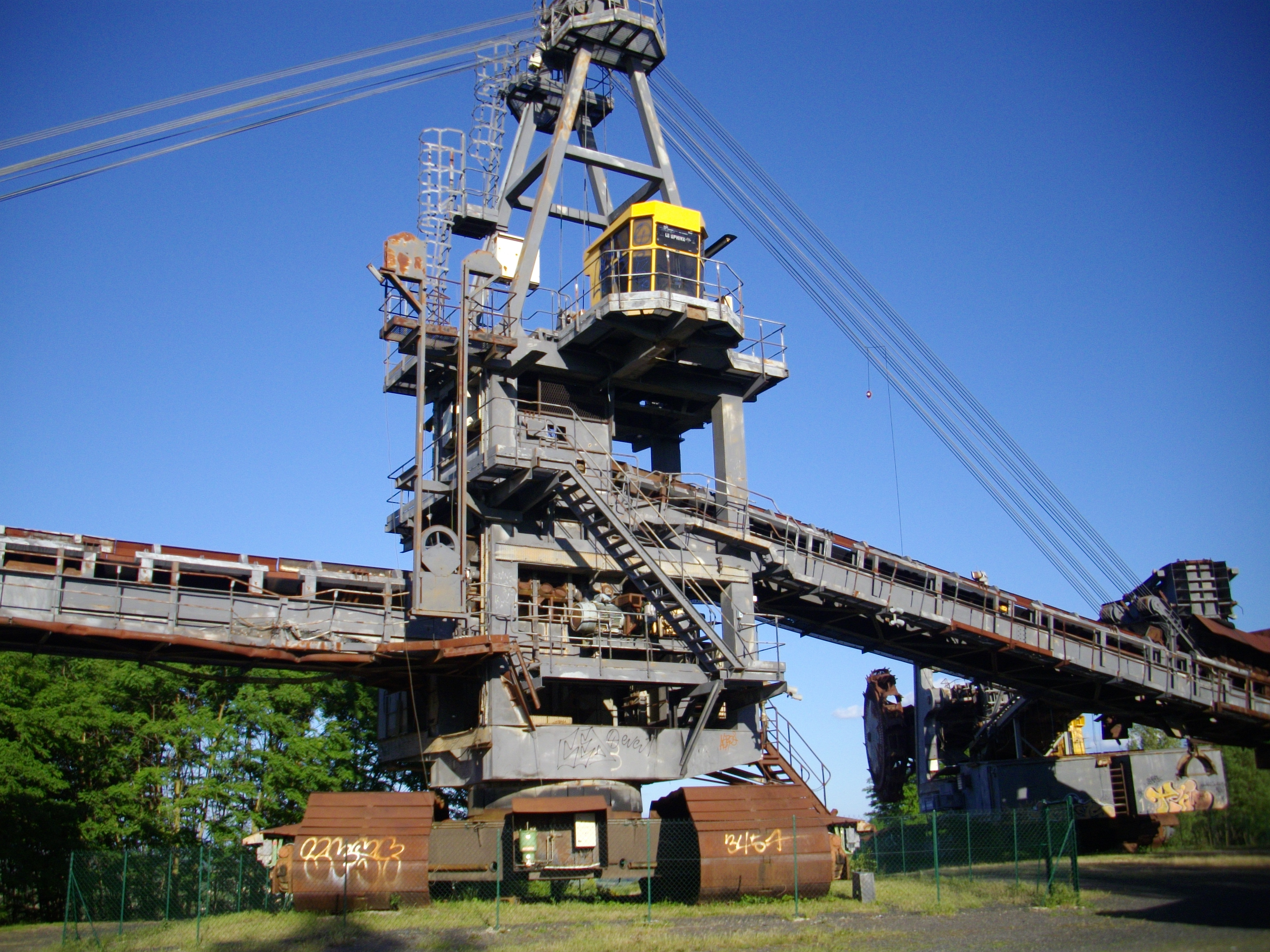
Engins miniers de la découverte.

Après de houleuses négociations, les travaux de la découverte de Sainte-Marie débutèrent, puis l’exploitation de celle-ci commence en 1985. Le dernier puits - celui de La Tronquié à Blaye-les-Mines - ferme en août 1987, malgré les grèves de décembre 1986 visant à s’opposer à cette fin d'activité. La cokerie, quant à elle, ferme en 1989. En juillet 1991, de violents affrontements ont lieu entre les CRS et les mineurs à Albi, ces derniers protestant contre les suppressions d’emplois et la décision de ne pas mettre en service la seconde mine à ciel ouvert sur le site de la Tronquié en 1993. Cette seconde découverte ne verra en effet jamais le jour.
Malgré les multiples protestations des mineurs contre le sort du Bassin carmausin, la grande découverte de Sainte-Marie cesse définitivement son activité le 30 juin 1997. À la suite d'un appel d’offres lancé par le Syndicat intercommunal de la Découverte, c’est le projet de parc multi-loisirs Cap'Découverte qui est retenu pour la reconversion du site.

### Données clés des mines de Carmaux

#### Effectif et production des mines de Carmaux
|                                                           | 1780 | 1830 | 1860 | 1880 | 1900 | 1910 | 1918 | 1924 | 1929 | 1934 | 1939 | 1944 | 1949 | 1954 | 1958 | 1963 | 1968 | 1973 | 1978 | 1982 |
| --------------------------------------------------------- | ---- | ---- | ---- | ---- | ---- | ---- | ---- | ---- | ---- | ---- | ---- | ---- | ---- | ---- | ---- | ---- | ---- | ---- | ---- | ---- |
| Effectif (approximatif) des mineurs                       | 100  | 300  | 1000 | 2000 | 2700 | 3300 | 5500 | 3800 | 3200 | 2200 | 2700 | 3200 | 4300 | 3400 | 3400 | 2700 | 2100 | 1600 | 1200 | 950  |
| Production annuelle (approximative) en milliers de tonnes | 10   | 25   | 120  | 320  | 510  | 610  | 850  | 700  | 700  | 640  | 800  | 470  | 1000 | 1100 | 1450 | 1350 | 1300 | 910  | 770  | 570  |

#### Les propriétaires successifs des mines de Carmaux
Liste, :
- antérieurement à 1752 : les petits propriétaires sur leur propre sol ;
- de 1752 à 1793 : Gabriel Charles de Solages (chevalier de Solages) ;
- de 1793 à fin 1794 : Comité de salut public ;
- de fin 1794 à 1801 : Gabriel Charles de Solages (chevalier de Solages) ;
- de 1801 à 1810 : François Gabriel de Solages (vicomte de Solages) ;
- de 1810 à 1856 : Entreprise des Mines et de la Verrerie de Carmaux, de Solages Père et Fils ;
- de 1856 à 1866 : Compagnie des Houillères et Chemin de fer de Carmaux à Toulouse (21 avril 1860, décret autorisant la formation de la Société anonyme des mines de Carmaux, sous la raison sociale: Mancel père et fils et Cie) ;
- de 1866 à 1944 : Société des Mines de Carmaux (31 juillet 1873, La société prend le nom de « Société des Mines de Carmaux » ;
- du 30 septembre 1944 au 17 mai 1946 (réquisition) : le commissaire de la République réquisitionne et prend la gestion de la « Société des Mines de Carmaux » ;
- de 1946 à 1969 (nationalisation): Houillères du Bassin d'Aquitaine ;
- de 1969 à 1983 : Houillères du Bassin du Centre et du Midi ;
- de 1983 à 1997 : Houillères du Bassin du Centre et du Midi, Unité d'exploitation Tarn puis Carmaux.

#### Les principaux puits et leurs dates d’exploitation
- Puits de La Grillatié : 1833 – 1969
- Puits de La Tronquié : 1880 – 1987
- Puits de Sainte-Marie : 1897 – 1973 ; transformé en grande découverte à ciel ouvert de 1985 à 1997
- Puits de Cagnac-les-Mines (Houillères du Bassin d’Aquitaine groupe Albi) : 1890 – 1979

#### Les catastrophes minières
Si, presque chaque année, des mineurs trouvaient la mort à la suite d'accidents au fond des puits de Carmaux, certaines catastrophes minières se sont révélées particulièrement meurtrières :
- 24 novembre 1965 : Coup de poussier au puits de la Tronquié. 12 morts.

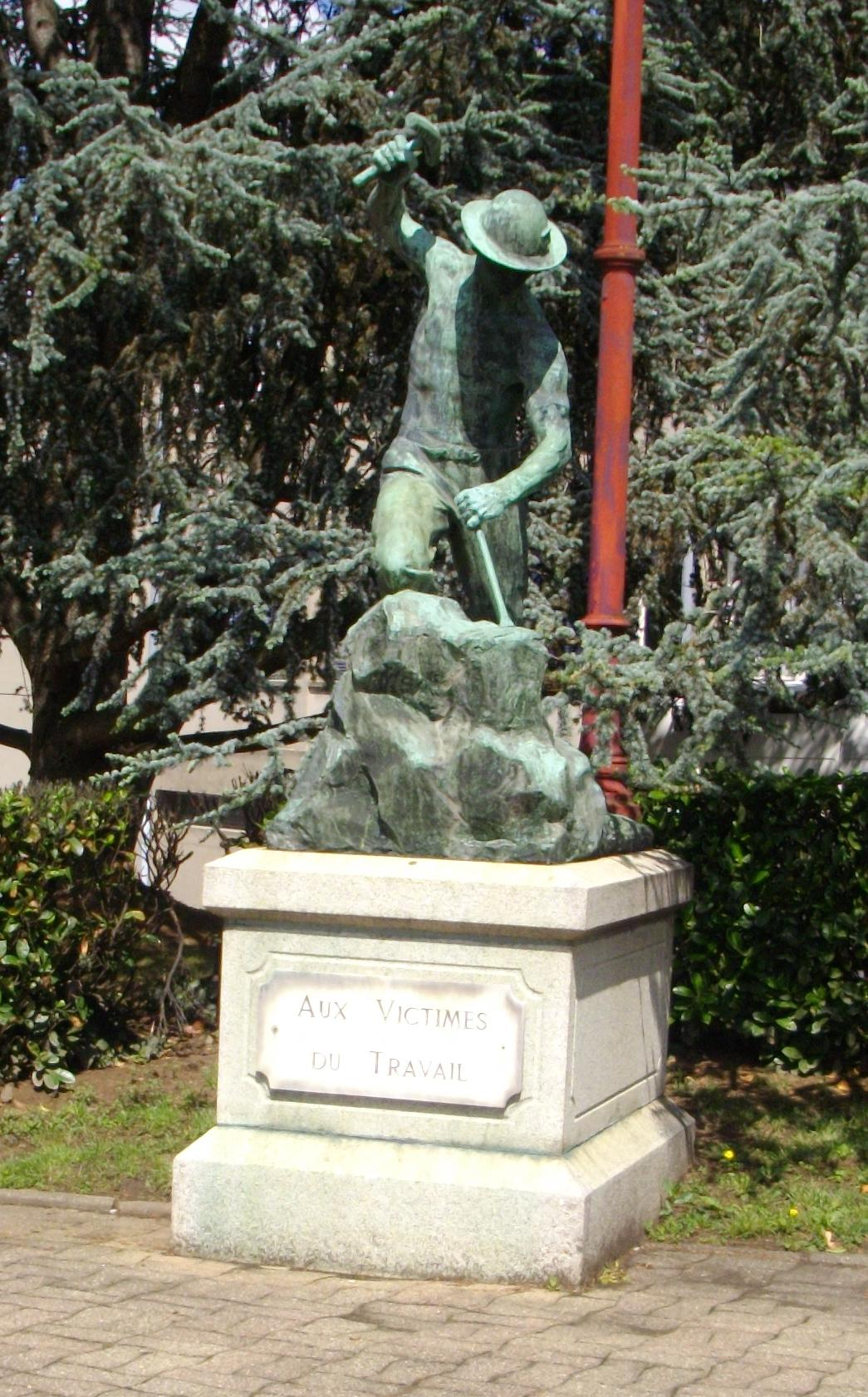
"Mineur de Carmaux" de Paul Graf).

## Le bassin houiller à Blaye-les-Mines

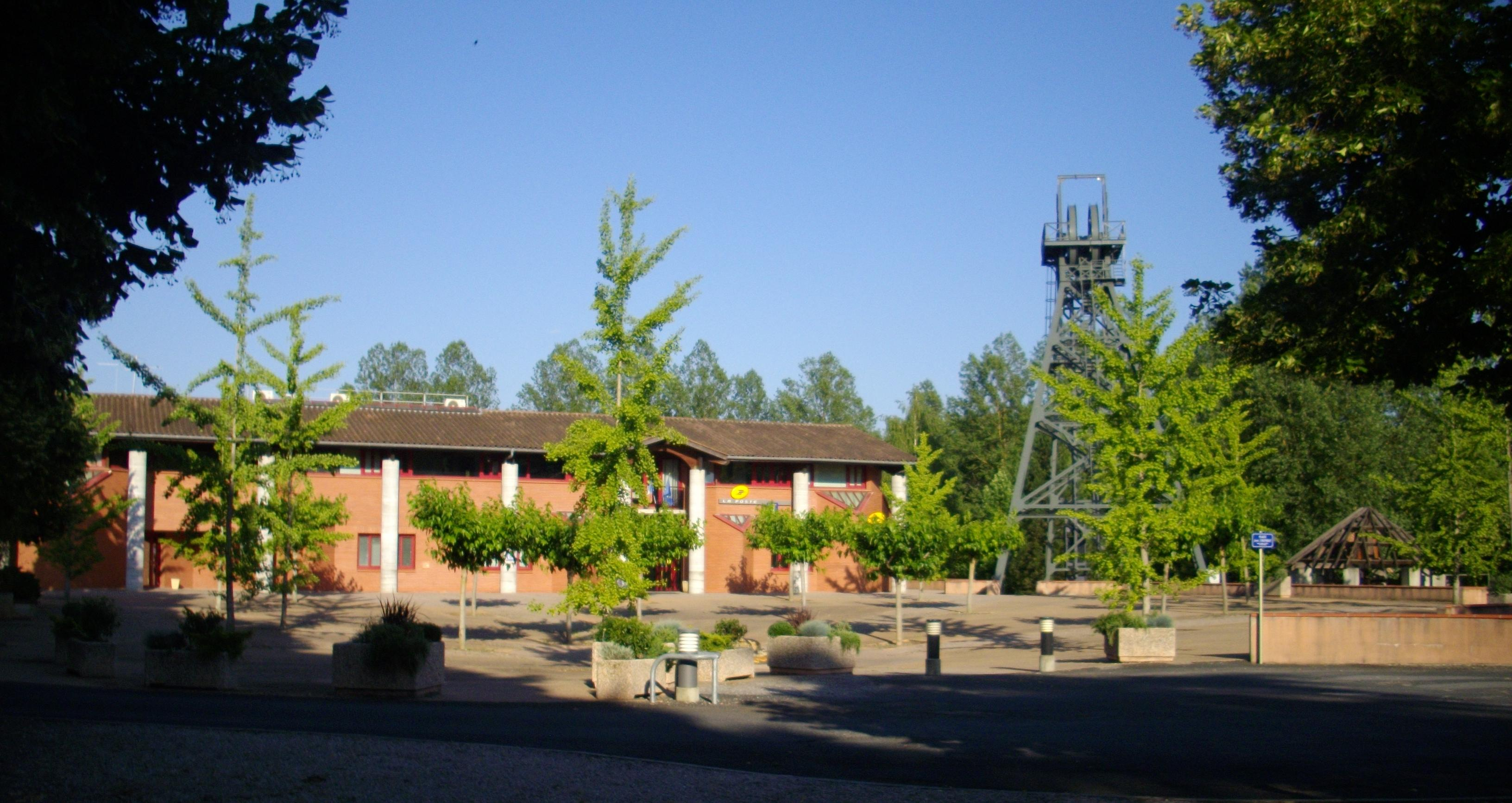
Mairie de Blaye-les-Mines,place Jean Coutouly.

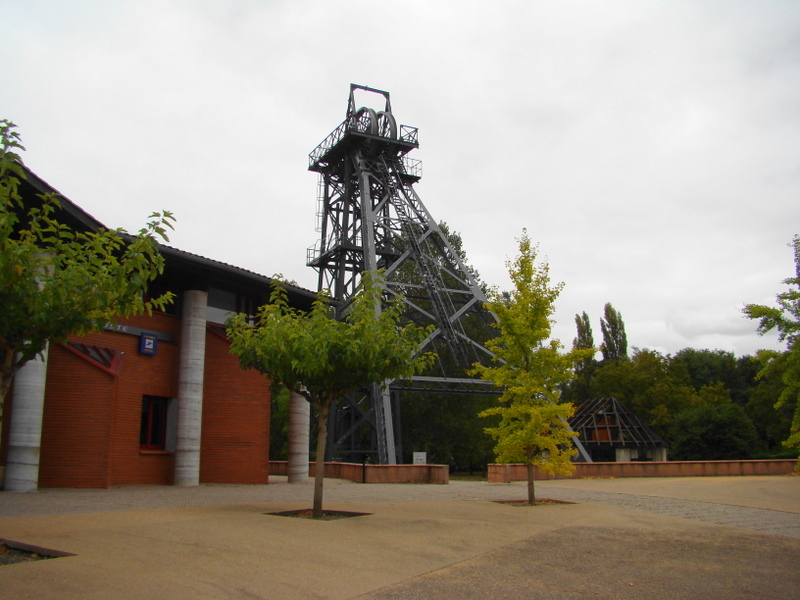
Chevalement de l'ancien puits de mine de Sainte-Marie, place Jean Coutouly.

L'expansion de la région de Carmaux a eu lieu grâce à la présence du charbon dans son sous-sol. Elle doit la découverte du combustible au cours d'eau Le Cérou, qui traverse la partie nord et qui fit apparaître la première couche au « rocher du coteau de l'Écuelle » (lieu de la première découverte), banc de grès, ou « rocher molard » (terme local), renfermant plusieurs veines de charbon. L'origine de l'extraction ne peut être exactement déterminée mais un document ancien, datant approximativement de 1295, permet de la situer au XIIIe siècle. Il indique en effet qu'un droit de péage d'un denier par charge à la traversée du pont d'Albi était perçu pour le charbon de terre servant à alimenter les forgerons de la région .
Jusqu'au XVIIIe siècle le champ d'exploitation qui se situait à l'ouest et au nord de Carmaux sur les deux rives du Cérou, avait tout au plus, du levant au couchant, de 1 200 à 1 500 toises d'étendue (la toise valant 1,949 m) et à peu près autant du nord au midi. Dans cet espace on avait creusé plus de 200 creux ou puits et plus de 300 petites fouilles que les charbonniers du pays appelaient caves. Ainsi le sol était criblé d'excavations dont on réussissait à grand-peine à arracher quelques lambeaux de gisement. Ces excavations étaient irrégulières et le manque d'air forçait les ouvriers à ne pas étendre leur chantier loin de l'orifice du puits. D'autre part, les éboulements étaient trop à craindre pour permettre le creusement de galeries de grande longueur. Ces modes d'extraction primitifs et défectueux durèrent jusqu'en 1775 environ. Durant cette époque le charbon de Carmaux était transporté par la route jusqu'à Gaillac où il était embarqué pour parvenir ainsi par voie d'eau jusqu'à Toulouse et à Bordeaux, où il subissait la concurrence de la houille anglaise. On évalue à 500 000 tonnes l'extraction totale du charbon pendant cinq siècles, soit des années 1250 à 1750 et à 100 millions de tonnes depuis le début du XIIIe siècle jusqu'en 2000, date de l'arrêt de l'extraction du charbon.

### Développement industriel auXVIIIesiècle
Originaire du Rouergue, la famille de Solages était représentée à Carmaux au début du XVIIIe siècle par François-Paul de Solages dont un des deux fils, Gabriel, désigné par la suite sous le nom de Chevalier de Solages, allait être l'artisan de l'expansion des Mines de Carmaux. Désireux d'accroître l'importance de son entreprise et conscient des difficultés de transport, il chercha à consommer sur place la plus grande partie de ses produits. De là lui vint l'idée de construire une verrerie à bouteilles pour laquelle il sollicita une concession, accordée par arrêté du Conseil d'État du 2 mai 1752. Cette verrerie devint le plus grand utilisateur de charbon de l'époque et nécessita l'exploitation de nouvelles mines.
Un règlement paru en 1744 avait mis un peu d'ordre dans les exploitations minières. Il assujettissait l'exploitation des mines à une autorisation préalable et fixait la forme et les dimensions des puits ainsi que diverses mesures de sécurité à prendre pour l'extraction. C'est en vertu de ce règlement que, par arrêt du Conseil d'État en date du 12 septembre 1752, le Roi accorda au Chevalier de Solages, pour 20 ans, le monopole de l'exploitation du gisement de Carmaux. Cette concession devait être prolongée à différentes reprises et, en 1782, à l'occasion d'une demande de prorogation, le Chevalier de Solages faisait valoir que les charbons extraits à 400 ou 500 pieds de profondeur (un pied valant 0,324 8 m) étaient d'une qualité reconnue supérieure aux meilleurs charbons d'Angleterre, que la marine sur la côte de Bordeaux ainsi que les manufactures de cette ville n'en employaient pas d'autre, que la province du Languedoc retirait de grands avantages de l'entreprise, que, d'autre part, plus de 200 ouvriers étaient occupés journellement et qu'enfin avec les charrois et le transport, plus de 500 familles vivaient de la mine.
L'usage du charbon de terre s'était substitué à celui du bois pour la cuisson des briques, tuiles et chaux, créant ainsi de nouveaux débouchés, tout en diminuant considérablement le prix de revient de ces produits. Dans cette seconde moitié du XVIIIe siècle la plupart des principales fosses avaient été sérieusement aménagées ou transformées et nous devons indiquer la grande part prise dans cette amélioration des méthodes d'exploitation, de l'organisation du travail et de l'outillage, par des ouvriers des mines de Flandres guidés par des chefs d'ateliers, appelés porions, ainsi que par des charpentiers, des boiseurs et un directeur venus dans le bassin vers 1750.
Il convient de noter également la naissance de l'entreprise sidérurgique du Saut du Tarn à la fin du XVIIIe siècle, à la suite de la découverte d'un gisement de fer dans le canton d'Alban et de Villefranche, suivie de l'autorisation donnée au vicomte de Solages d'établir à Saint-Juéry, à 6 km en amont d'Albi, à la chute du Tarn, dite Saut-de-Sabo, deux hauts-fourneaux et des forges catalanes.

### Les mines de Carmaux auXIXesiècle
La loi du 21 avril 1810 organisant en France la propriété minière, vient donner un nouvel essor aux industries extractives ; les concessions qui n'étaient que temporaires deviennent perpétuelles, disponibles et transmissibles comme les autres biens. Les Sociétés d'exploitation hésitent moins à investir des capitaux importants dans des travaux de recherches et d'aménagements dont elles escomptent recueillir les fruits.
Le 27 mai 1839 commence l'exploitation de la Grillatié, dont le creusement du puits entrepris le 10 novembre 1833 est arrêté le 1er mai 1839 à la profondeur de 226 m. Le fonçage du deuxième puits, lancé en 1858, est mis en communication avec le premier. En 1857, l'exploitation des mines de Carmaux comprend huit puits : du Ravin, Peyrotte, des Caves du Bois, de Saint-Roch ou de l'Ecuelle, de la Grillatié, des Acacias, de Sainte-Barbe, qui en 1863 atteint 330 m de profondeur (le plus profond et le mieux aménagé), et du Castillan.
En 1872, la Société des Mines de Carmaux, afin de répondre aux besoins de la consommation fait construire, pour la fabrication du coke, une usine de 80 fours dotée d'un nouveau système en vue de remplacer les fours d'un modèle ancien, construits quelque 25 ans auparavant.
En 1878 commence le fonçage d'un grand puits – le puits de la Tronquié – qui, prévu pour une profondeur de 400 mètres, est arrêté fin juillet 1882 à 386 m. Le puits de la Tronquié no 2, en fonçage en 1883 et destiné au début à l'aérage, est terminé en 1886 à la profondeur de 304 m. En 1890, en prévision du moment où le puits de la Tronquié, en pleine exploitation, remplacerait celui de Sainte-Barbe, l'obligation de créer un nouveau centre d'extraction paraît nécessaire. C'est dans ce but qu'est entrepris, le 26 juillet 1893, le fonçage du puits de Sainte-Marie. Les travaux sont arrêtés en mars 1896 à la profondeur de 340 m. L'installation du puits no 1 est prête à fonctionner en 1898 et celle du puits no 2 en 1901. À cette époque, la Société des Mines de Carmaux emploie environ 3 000 ouvriers et l'extraction atteint 500 000 tonnes par an.

### Les temps modernes
De 1900 à 1914 les Mines de Carmaux poursuivent leur extension ; les progrès techniques – traction électrique par trolley, havage mécanique, remblayage hydraulique, électrification du fond favorisée par l'absence de grisou – marchent de pair avec l'amélioration de l'organisation du travail, la recherche de nouveaux débouchés et l'adaptation des produits aux exigences commerciales. Un effort particulier nécessité par la défaillance des mines du Nord et du Pas-de-Calais pendant la guerre de 1914–1918, amène la production annuelle de 583 000 tonnes en 1914 à 819 000 en 1917 et 850 000 en 1918.
Dans les années suivantes, la réduction des débouchés correspondant à la reprise d'activité de l'ensemble des Houillères françaises, ainsi qu'à la diminution des demandes des chemins de fer qui s'électrifient, provoque une baisse de l'extraction : elle oscille de 1918 à 1938 entre 550 000 et 700 000 tonnes, le point le plus bas étant atteint avec 520 000 tonnes en 1936, année où la crise économique conduit à une réduction sensible des effectifs (2 536 ouvriers au 31 décembre 1936, soit les 48 % de l'effectif de 1918).
Après cette chute importante, un redressement dû à une augmentation de l'effectif (3 662 en 1940) et du rendement, permet d'atteindre, en 1940, la production record de 1 062 000 tonnes. Les années d'occupation provoquent à nouveau une diminution continue de la production qui atteint son minimum en 1944 avec 470 300 tonnes, l'effectif restant sensiblement constant.
Le gisement de Carmaux a été exploité :
- antérieurement à 1752, par les petits propriétaires ;
- de 1752 à 1793, par le chevalier de Solages ;
- de 1793 à fin 1794, par le Comité de Salut Public ;
- de fin 1794 à 1801, par le chevalier de Solages ;
- de 1801 à 1810, par le vicomte de Solages ;
- de 1810 à 1856, par l'Entreprise des Mines et de la Verrerie de Carmaux, de Solages Père et Fils ;
- de 1856 à 1866, par la Compagnie des Houillères et Chemin de fer de Carmaux à Toulouse (21 avril 1860, décret autorisant la formation de la Société anonyme des mines de  Carmaux, sous la raison sociale: Mancel père et fils et Cie) ;
- de 1866 à la Nationalisation, par la Société des Mines de Carmaux ;
- de 1946 à 1969 par les Houillères du Bassin d'Aquitaine ;
- de 1969 à 1983 par les Houillères du Bassin du Centre et du Midi ;
- de 1983 à la fin par les Houillères du Bassin du Centre et du Midi, Unité d'exploitation Tarn puis Unité d'exploitation Carmaux.